# 齐陵街道
齐陵街道，是中华人民共和国山東省淄博市临淄区下辖的一个乡镇级行政单位。

## 行政区划
齐陵街道下辖以下地区：
淄水社区、杨东村、杨西村、王齐村、南齐陵村、驻佛村、郑家沟村、聂仙村、淄河村、柳店村、北山西村、北山东村、南山村、刘家终村、齐家终村、梁家终村、高家孝陵村、石庙村、北苑村、毛家村、吕家村、东龙村、西龙村、宋家村、东刘家村、胡家村、薛家村、刘营村、前李村、后李村、太平村、望寺村、朱家村、老刘家村、交流村、付辛村、前丁村和后丁村。